# Peter Birtwhistle
Peter Birtwhistle (* 1950 in Reading, Großbritannien) ist ein ehemaliger britischer Automobildesigner.

## Arbeit

### Ausbildung und Berufseinstieg
Nach seinem Abschluss am Royal College of Art im Jahr 1973 begann Birtwhistle seine berufliche Laufbahn bei Vauxhall in Luton und wurde damit Teil von Wayne Cherrys zunehmend verzweifelten Kampf um die ästhetische Identität der Marke. Vauxhall war zunehmend gezwungen, minimal veränderte Opel-Designs aus Rüsselsheim zu übernehmen. Düstere Aussichten, die den Briten veranlassten, 1977 auf Vermittlung seines Freundes Martin Smith zu Audi nach Ingolstadt zu wechseln.

### Audi
1977 wechselte er zu Audi, Der Brite arbeitete am legendären Quattro und gestaltete den Sport Quattro fast im Alleingang; bei diesem Modell ging es darum, ein sehr anspruchsvolles Package umzusetzen. Er war an der Konzeption des Audi 100 C3 und des Audi V8 (D1) und der zweiten Generation des Audi Coupé beteiligt, bevor er 1983 in die Designabteilung von Porsche wechselte.

### Porsche
Der Brite wurde in Weissach im Interieur-Design eingesetzt und war dort für das 911 basierende Cockpit des 959 zuständig. Später war er mit der Umwandlung eines ursprünglich für Seat entwickelten Projekts in einen potentiellen Einstiegs-Porsche befasst. 

### Mazda
1988 wechselte er zur japanischen Firma Mazda, wo er beim Aufbau des Designzentrums in der Nähe von Frankfurt engagiert war und schließlich Chefdesigner für Mazda Motor Europe werden sollte. Bis 2014 arbeitete der Brite für Mazda – und zog sich schließlich auf dem Höhepunkt seiner Karriere zurück.